# مایر
مایر (به عربی: مایر) یک روستا در سوریه است که در استان حلب واقع شده‌است. مایر ۴٬۷۷۲ نفر جمعیت دارد.